# Calvin Andrew
Calvin Hyden Andrew (Luton, 19 dicembre 1986) è un ex calciatore inglese, di ruolo attaccante.

## Carriera
In carriera ha totalizzato complessivamente 64 presenze e 4 reti nella seconda divisione inglese.

## Palmarès

### Giocatore

#### Competizioni nazionali
- Football League One: 1

Luton Town: 2004-2005